# Manggar (distriktshuvudort i Indonesien)
Manggar är en distriktshuvudort i Indonesien.   Den ligger i provinsen Bangka-Belitung, i den västra delen av landet, 400 km norr om huvudstaden Jakarta. Manggar ligger 2 meter över havet och antalet invånare är 34 520. Den ligger på ön Pulau Belitung.
Terrängen runt Manggar är mycket platt. Havet är nära Manggar åt sydost.  Det finns inga andra samhällen i närheten. 